# 伊佐領站
伊佐領站（日语：／ Isaryō eki */?）是位於山形縣西置賜郡小國町大字伊佐領，東日本旅客鐵道（JR東日本）的米坂線車站。

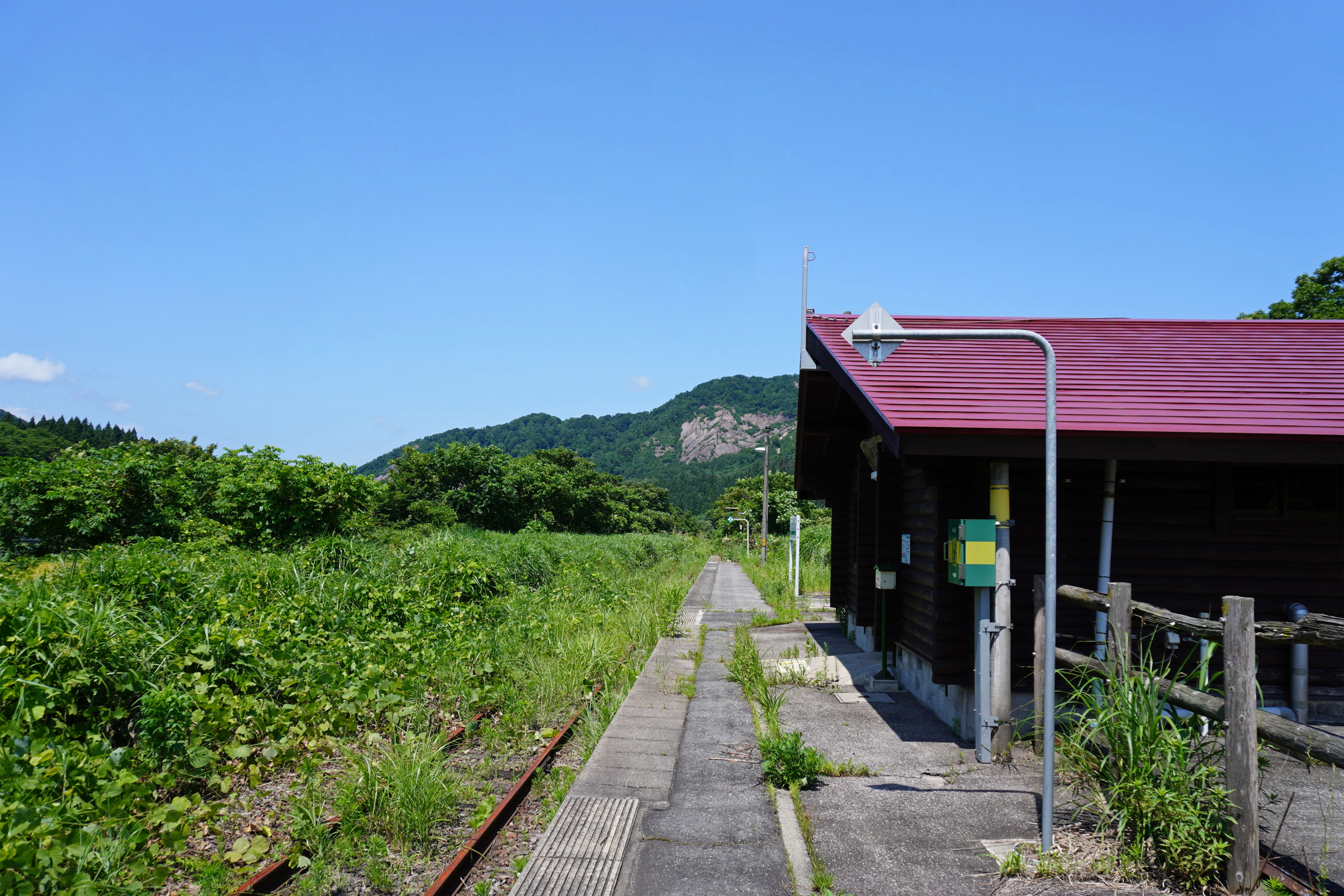
月台（2023年7月）

## 歷史
- 1935年（昭和10年）10月30日：米坂東線羽前沼澤至小國之間開通：此站啟用。
- 1973年（昭和48年）12月10日：終止貨物起卸業務。萩生、手之子、玉川口各站也同日終止相關業務。列車交會設備撤走。
- 1987年（昭和62年）4月1日：伴隨國鐵分割民營化，車站由東日本旅客鐵道（JR東日本）營運。
- 1993年（平成5年）12月：現時的車站大樓落成啟用。

## 車站構造
車站是一座地面車站，設有1面1線的單式月台。
此站是由小國站管理的無人車站。車站大樓內設有候車室和廁所。

## 使用狀況
根據「山形縣」的資料，在2004年度1日平均乘車人次為11人。
| 乘車人次變化 | 乘車人次變化 |
| 年度         | 1日平均人次  |
| ------------ | ------------ |
| 2000         | 22           |
| 2001         | 19           |
| 2002         | 16           |
| 2003         | 15           |
| 2004         | 11           |

## 車站周邊
- 伊佐領簡易郵局
- 國道113號（日语：国道113号）
- 基督教獨立學園高等學校（日语：基督教独立学園高等学校）

## 相鄰車站
東日本旅客鐵道（JR東日本）
■米坂線
□快速「紅花」、■普通
羽前沼澤－伊佐領－羽前松岡

## 注腳
1. ↑  『山形県の鉄道輸送』平成26年度版 - 山形県 （页面存档备份，存于）（日語）

## 外部連結
- 車站資訊（伊佐領）：東日本旅客鐵道（日語）